# Берретта, Даниеле
Даниеле Берретта (итал. Daniele Berretta; род. 8 марта 1972, Рим, Италия) — итальянский футболист. Выступал на позиции полузащитника.
Он сыграл 12 сезонов (240 игр, 19 голов) в Серии А, и в клубах серии Б в таких как: Рома, Кальяри, Аталанта, Анкона и Брешиа. Он играл за Рому в Кубке УЕФА, забив гол в матче с Московским Динамо в 1996 году.
После конфликта с тренером клуба Кальяри Джанфранко Беллотто, он перешёл в Аталанту.

## Достижения

### Командные
Италия (до 21)
- Молодёжный чемпионат Европы — 1994